# فلورتین
فلورتین (به انگلیسی: Phloretin) با فرمول شیمیایی C۱۵H۱۴O۵ یک ترکیب شیمیایی است. که جرم مولی آن ۲۷۴٫۲۶ g/mol می‌باشد. 